# Risinge nya kyrka
Risinge nya kyrka är en kyrkobyggnad i Risinge i Linköpings stift. Den är av typen korskyrka och är församlingskyrka i Finspångs församling.

## Kyrkobyggnaden
Risinge nya kyrka från 1849 består av treskeppigt långhus med tresidigt avslutat korutsprång (invändigt rundat), tvärskepp i öster och torn i väster. Sakristian låg ursprungligen i den norra korsarmen, men är sedan 1954 inrymd i den södra korsarmen. Långhus och tvärskepp täcks av sadeltak, tornet kröns av en åttakantig lanternin med spira. Kyrkans ingång är belägen i väster.

## Historik
På grund av framgångsrik gruvbrytning i Finspångstrakten växte befolkningen i Risinge församling redan under medeltiden och Risinge kyrka förlängdes åt både väster och öster. Under 1600-talet gjorde manufakturerna i Finspång att trängseln i kyrkan åter ökade. En tillbyggnad gjordes under 1700-talet norr om långhuset, men alltmer höjdes röster för en helt ny kyrka. Pehr Hörberg, som bodde i Risinge socken, erbjöd sig måla en altartavla om man byggde en ny kyrka och utarbetade till och med både modell och ritningar till en treskeppig kyrka. Församlingen begärde hjälp från överintendentsämbetet i Stockholm, som dock inte hörde av sig.
År 1843 kontaktades byggmästare Abraham Nyström i Hållingstorp. Han ombads komma och diskutera byggnadsfrågan. Församlingen hade tänkt sig en ny kyrka på den gamlas plats, men Nyström övertygade de bestämmande att välja ett lämpligare ställe. Området för kyrkan blev skänkt av brukspatron Didrik Reder på Stjärnvik säteri. Följande år skickade konduktören Johan Adolf Hawerman (1812-1885) vid överintendentsämbetet ett förslag till en medeltidsinspirerad kyrka i Bysantinsk rundbågsstil med ett valv uppburet av 28 pelare med konstrikt arbetade kapiteler med trappgavlar, rundbågsfriser mellan lisener och en spetsig, åttakantig tornspira. Förslaget antogs och bygget kom igång 1845 efter Hawermans ritningar. Interiören har främst nyklassicistisk prägel och domineras av mittskeppets höga tunnvalv, som bärs upp av kopplade kolonner. Av medeltid syns knappast några spår. Abraham Nyström avled innan kyrkan stod klar och arbetet slutfördes av hans son konduktör A. Nyström. År 1849 stod kyrkan klar. Invigning skedde 30 september 1849 av Stiftets Biskop dr. Hedrén med assistans av 8 präster.
Åren 1900–1902 genomfördes en ganska omfattande renovering efter ett förslag av arkitekten Erik Lallerstedt. Hela interiören målades, inklusive tunnvalvets dekoration, nya bänkar tillkom med mera. Smärre förändringar av interiören skedde 1920, då bland annat vindfång sattes in. År 1966 skedde en mera omfattande restaurering under ledning av arkitekten Kurt von Schmalensee. Ny uppgång byggdes till läktaren, och under läktaren inrättades utrymmen för väntrum, brudkammare och förråd. Hela interiören målades om, långhusvalvets och korutsprångets dekor konserverades, predikstolens trappa tillkom och den ursprungliga altarringen återställdes med mera.

## Inventarier
- Dopfunten av driven mässing bär årtalet 1659. En dopskål av mässing är av okänd ålder. Andra dopskålen av silver är skänkt till kyrkan 1662.
- Nattvardskärl med paten är från 1849.
- Altartavlan är målad 1809 av Pehr Hörberg och skänkt av denne och har motivet Jesu bergspredikan (Matteus 5:1-7:29).
- Predikstolen är tillverkad 1846 efter ritningar av Johan Adolf Hawerman.
- Sex ljuskronor av förgyllt järn är samtida med nuvarande kyrka. Dessutom finns fyra äldre ljuskronor. Den största av dessa är av malm med tio pipor och skänktes till kyrkan år 1659.

Andra malmkronan har plats för sex ljus och kom till kyrkan vid slutet av 1600-talet. Tredje kronan, med plats för åtta ljus, testamenterades till kyrkan år 1703. Fjärde ljuskronan av mässing har plats för 24 ljus i tre kransar och är inköpt 1756.

## Orglar

### Läktarorgeln
År 1871 byggde Per Larsson vid Åkerman & Lund Orgelbyggeri en mekanisk orgel med 18 eller 24 stämmor fördelade på två manualer och pedal. År 1935 genomförde Levin Johansson vissa omändringar: manual II fick rörpneumatisk väderlåda, stämman Salicional 8' ändrades till Salicional 4' och tre nya stämmor tillkom: Kvintadena 8', Eolin 8' och Voix céleste 8'. Därefter byttes 1941 Eufon 8' ut mot Sesquialtera II och en Waldflöjt 2' sattes in. Nästa förändring vidtogs 1947 då Liareds orgelbyggeri bytte ut Gamba 8' mot Flöjt 4' och pedalen försågs med en Principal 4'. En större ombyggnad följde 1966, utförd av Hammarbergs Orgelbyggeri AB, då verket fick 32 självständiga stämmor fördelade på tre manualer och pedal samt helmekanisk traktur och registratur. Intonationen utfördes av Nils Hammarberg. Trots ombyggnader av verket har fasaden från 1871 bibehållits.

#### Nuvarande disposition
| Huvudverk I C-f³                                 | Svällverk II C-f³                | Bröstverk III C-f³ | Pedalverk C-f¹                                 |
| Principal 8' (fasad) (1871)                      | Fugara 8' (1871)                 | Gedakt 8'          | Subbas 16' (1871)                              |
| Borduna 8' (1871)                                | Rörflöjt 8' (1871)               | Koppelflöjt 4'     | Oktava 8' (fasad) (1871)                       |
| Oktava 4'                                        | Principal 4' (1871)              | Principal 2'       | Gedakt 8' (1871)                               |
| Flûte octaviante 4' (1871)                       | Gedaktflöjt 4'                   | Rörkvint 2 2/3'    | Pommer 4'                                      |
| Oktava 2' (1871)                                 | Sivflöjt 2'                      | Oktava 1'          | Nachthorn 2'                                   |
| Cornett IV, 4' + 2 2/3' + 1 3/5' + 1 1/7' (1871) | Nasat 1 1/3'                     | Cymbel II, 1/4'    | Rauschpfeife IV, 5 1/3' + 3 1/5' + 2' + 1 1/3' |
| Mixtur V, 1 1/3'                                 | Sesquialtera II, 2 2/3' + 1 3/5' | Regal 8'           | Basun 16' (1871)                               |
| Trumpet 8'                                       | Scharf II, 2/3'                  |                    | Trumpet 4'                                     |
|                                                  | Skalmeja 8'                      |                    |                                                |
| Koppel                                           | Tremulant                        |                    | Koppel                                         |
| Svällverk/huvudverk                              |                                  |                    | Huvudverk/pedal                                |
| Bröstverk/huvudverk                              | Crescendosvällare                |                    | Svällverk/pedal                                |
|                                                  |                                  |                    | Bröstverk/pedal                                |

### Kororgeln
Korpositivet är helmekaniskt och tillverkat 1965 av Hammarbergs Orgelbyggeri. Det har fem orgelstämmor med registren delade i bas och diskant. Intonation: Horst Schwarz. Dekor: Gösta Bokedal.

#### Disposition
| Manual              | Pedal   |
| Gedakt 8', B/D      | bihängd |
| Koppelflöjt 4', B/D |         |
| Principal 2', B/D   |         |
| Nasat 1 1/3', B/D   |         |
| Mixtur I, B/D       |         |

## Bildgalleri

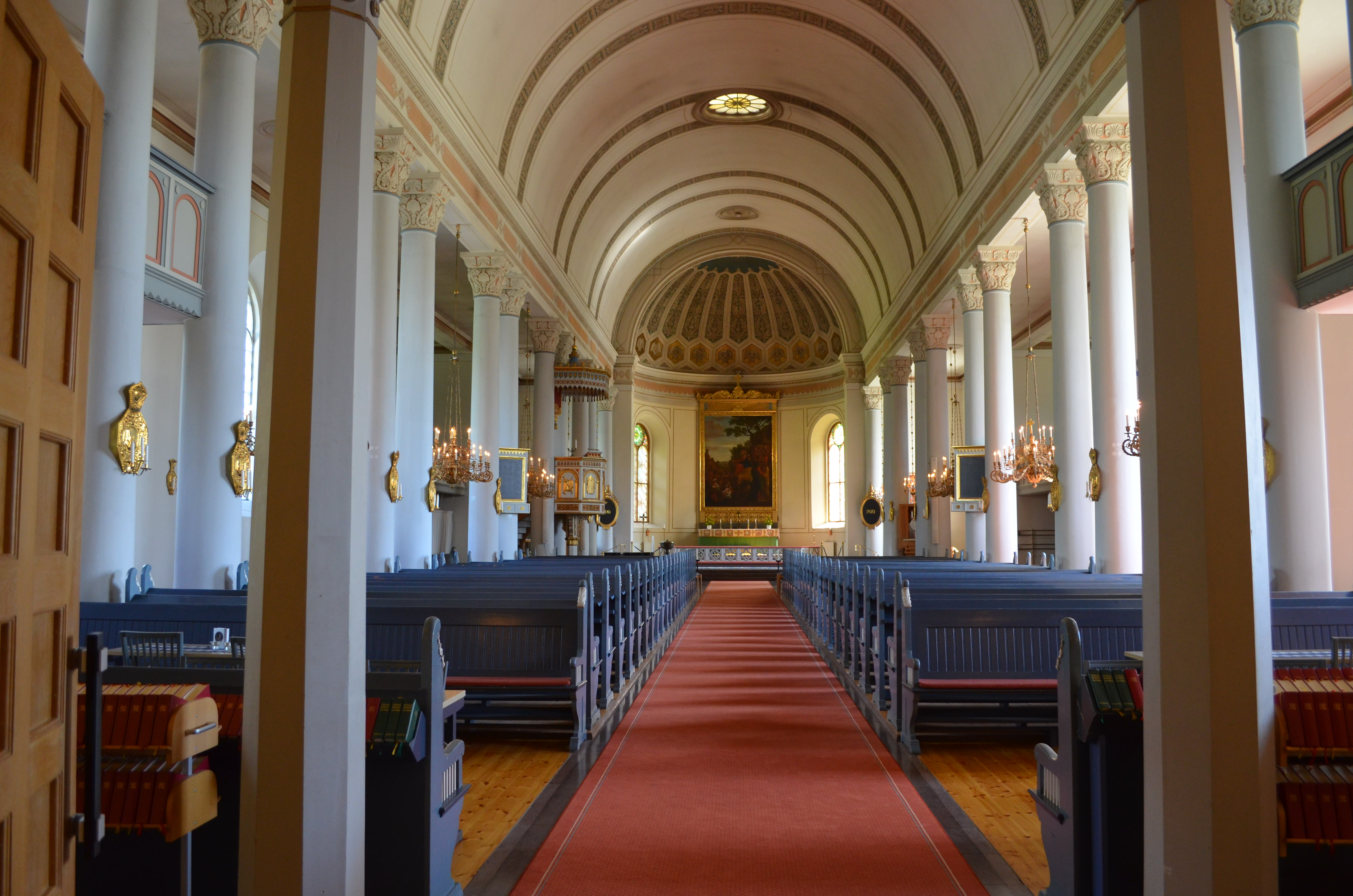
Risinge nya kyrkas kyrksal
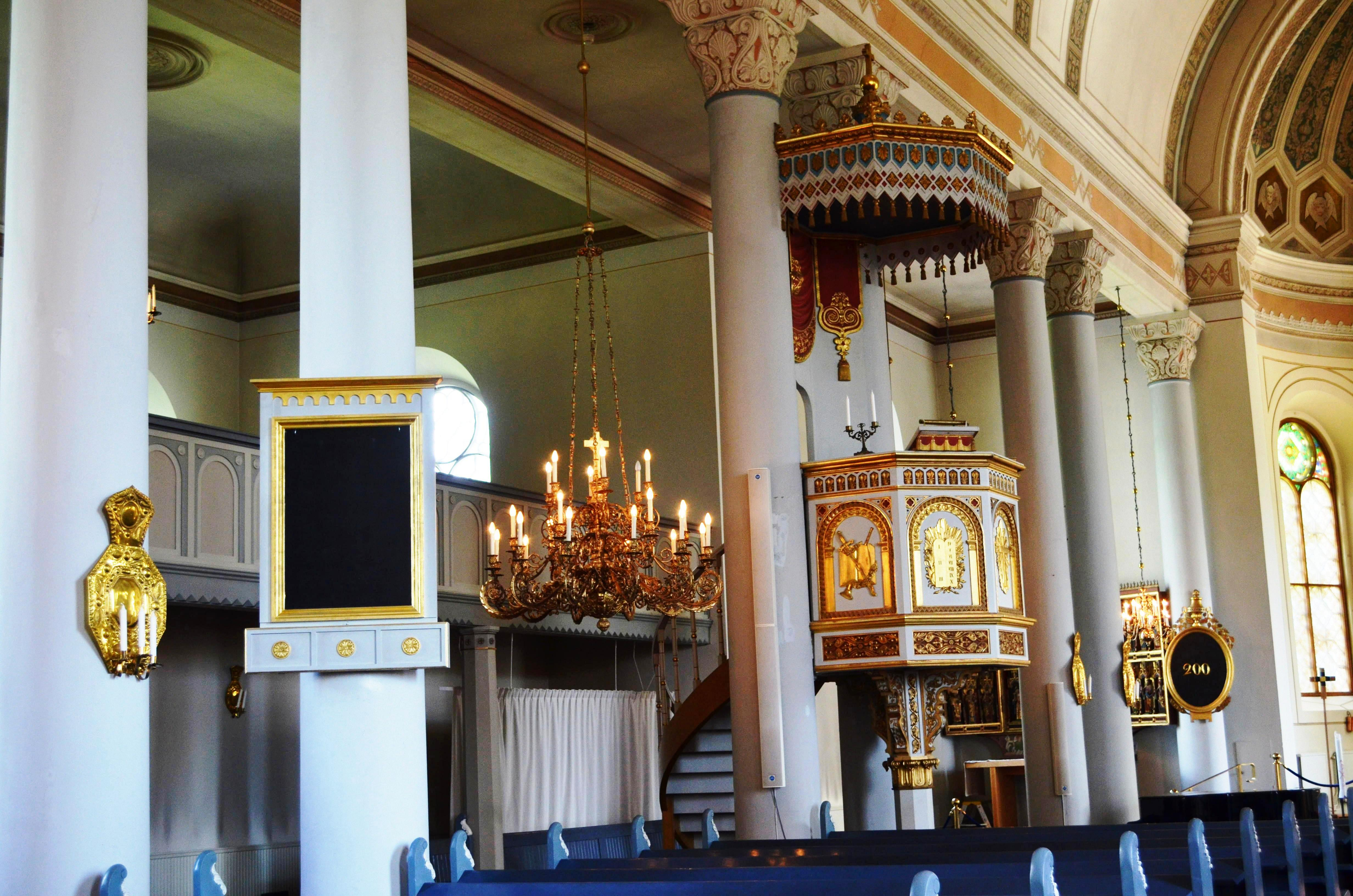
Risinge nya kyrkas predikstol
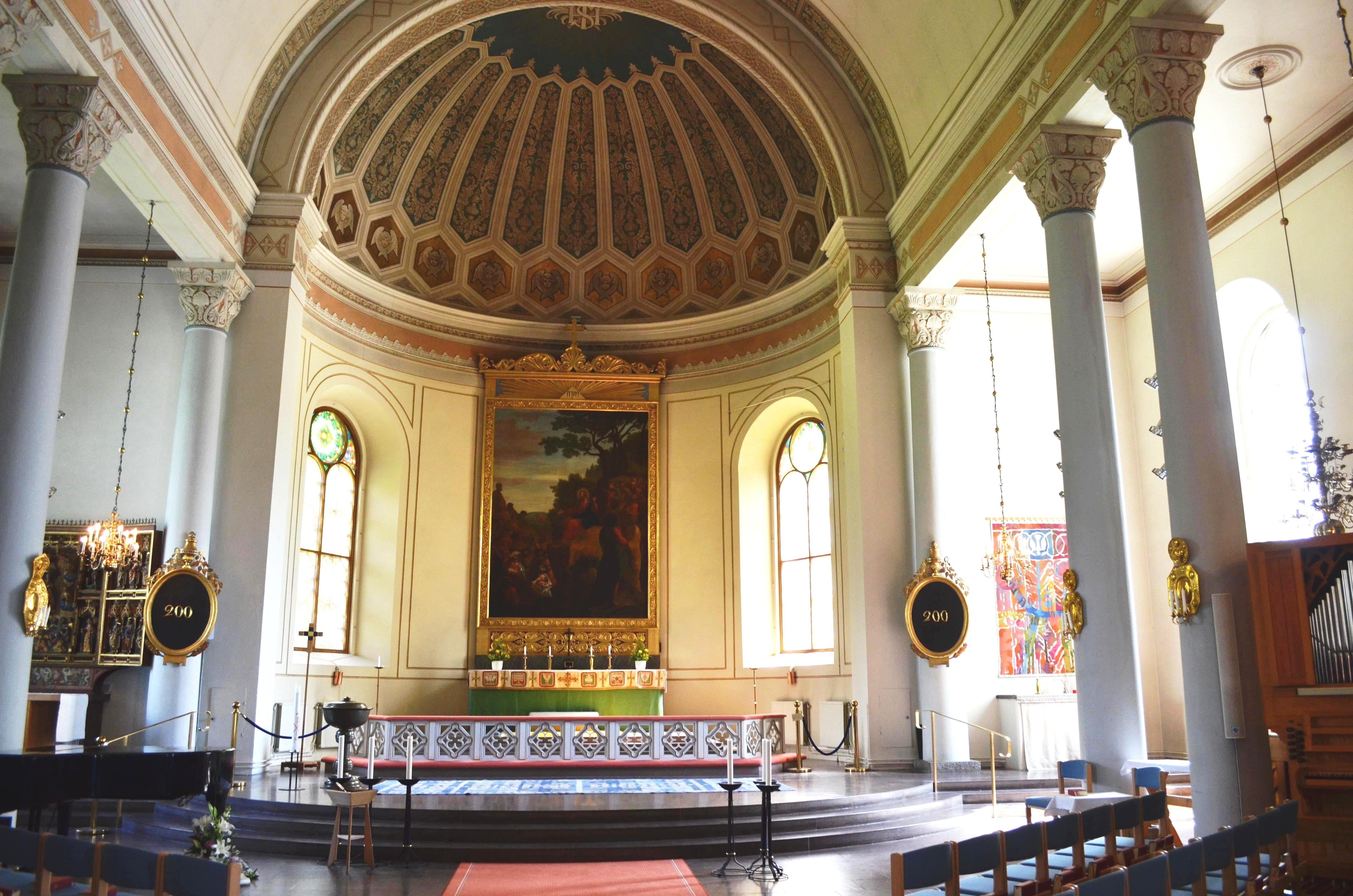
Risinge nya kyrkas altare
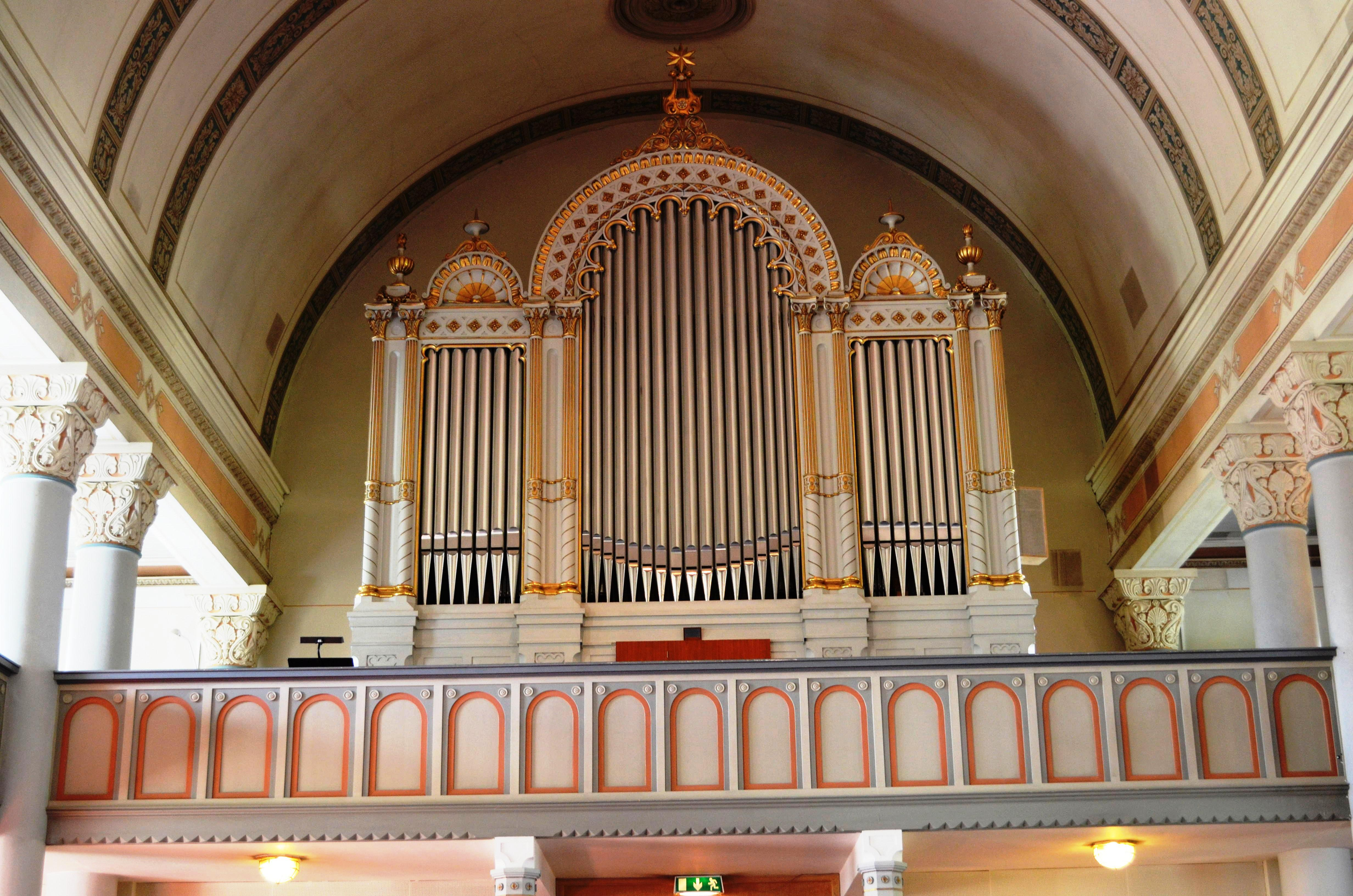
Risinge nya kyrkas orgelläktare